# VideoStreetView
VideoStreetView es conocida por ser la primera plataforma web de vídeos en 360 grados con vistas de las calles. Su sede se sitúa en Ginebra, Suiza, y una de sus oficinas está en la ciudad vietnamita de Saigón.

## Historia
La compañía GlobalVision, que fue la que promovió la creación de este servicio, fue fundada en 2003 por dos hermanos. La primera creación de estos hermanos, Marek Donnier con 23 años y Jan-Mathieu Donnier con 20 años, fue PersoNews.com, que era una web con más de 800 recreaciones de edificios y recorridos virtuales en 360°.
En 2007 la compañía cambió su nombre y su estructura jurídica, cambiando su nombre a sociedad de
responsabilidadmismo limitada.
En 2008 hizo una alianza con Citroën y empezó a desarrollar su propio Street View, antes incluso de que el famoso Google Street View de Google se intensificase en Europa.
El sitio web VideoStreetView estuvo en fase beta desde mediados del año 2009, hasta que en diciembre del mismo año salió el producto definitivo.

## Cobertura
En un comunicado a la prensa, la empresa afirma haber recorrido en torno a los 14 000 kilómetros en territorio suizo. En la actualidad VideoStreetView cubre las siguientes localidades y poblaciones.
En enero de 2011 actualizó su recorrido para la posibilidad de visualizar Dubái.
| País                   | Región     | Ciudaes importantes                    |
| ---------------------- | ---------- | -------------------------------------- |
| Emiratos Árabes Unidos | ---        | Dubái                                  |
| Suiza                  | Argau      | Aarwangen, Balstahl                    |
| Suiza                  | Basel land | Birsfelden                             |
| Suiza                  | Basilea    | Basilea                                |
| Suiza                  | Ginebra    | Ginebra, Meyrin, Thônex                |
| Suiza                  | Grisones   | Chur                                   |
| Suiza                  | St-Gall    | St-Gall, Wil, Oberuzwil                |
| Suiza                  | Thurgau    | Frauenfeld, Weinfelden                 |
| Suiza                  | Ticino     | Bellinzone, Locarno, Lugano, Mendrisio |
| Suiza                  | Vaud       | Lausanne, Montreux, Vevey, Nyon        |
| Suiza                  | Valais     | Martigny, Sion, Sierre                 |
| Suiza                  | Zug        | Zug                                    |
| Suiza                  | Zürich     | Zürich                                 |
| Vietnam                | ---        | Ciudad Ho Chi Ming                     |